# Tilodonty
Tilodonty (Tillodontia) – podrząd wymarłych ssaków z rzędu Cimolesta

## Występowanie
Żyły w paleocenie i eocenie na terenie Ameryki Północnej, Europy i Chin.

## Cechy charakterystyczne
Niewielki mózg, 2 pary dużych siekaczy i drobne kły, pazury.

## Pochodzenie
Dokładny przodek tilodontów jest nieznany, ale wiadomo, że od niego pochodzą także teniodonty